# Franz Schneider (Politiker, 1920)
Franz Schneider (* 1. Juli 1920 in Brotdorf; † 22. April 1985 in Losheim am See) war ein deutscher Politiker (CVP, CDU).

## Leben und Beruf
Schneider war von Beruf Eisenbahnangestellter. Er nahm von 1940 bis 1945 als Soldat am Zweiten Weltkrieg teil und geriet zuletzt in Gefangenschaft. Seit 1946 arbeitete er als Lokalredakteur. Später wurde er Direktor der Merzig-Büschfelder Eisenbahn.

## Partei
Schneider zählte 1946 zu den Gründern der CVP und war seit 1947 Vorsitzender des CVP-Kreisverbandes Merzig. Er setzte sich nach 1955 für die Einigung mit der Saar-CDU ein. Durch die Konstituierung der CVP als CSU-Landesverband im Saarland 1957 wurde er Mitglied der Christsozialen. Als sich CDU Saar und CSU Saar 1959 zum CDU-Landesverband zusammenschlossen, ging Schneider auch diesen Weg mit.

## Abgeordneter
Schneider war von 1952 bis 1975 Mitglied des Saarländischen Landtages und dort von 1961 bis 1965 Vorsitzender der CDU-Fraktion. Am 4. Januar 1957 wurde er vom Landtag in den Deutschen Bundestag delegiert. Bei der Bundestagswahl im selben Jahr kandidierte er erfolglos für die CSU (CVP) im Wahlkreis 245 (Saarlouis-Merzig). Von 1970 bis 1974 war er zunächst Vizepräsident, vom 6. November 1974 bis zum 13. Juli 1975 dann Präsident des Landtages.

## Öffentliche Ämter
Schneider wurde 1951 Beigeordneter im Landkreis Merzig-Wadern und war von 1952 bis 1956 Amtsvorsteher Merzig-Land.

## Ehrungen
- 1972: Verdienstkreuz 1. Klasse der Bundesrepublik Deutschland
- 1975: Saarländischer Verdienstorden[1]
- 1978: Großes Verdienstkreuz der Bundesrepublik Deutschland[2]